# Flavoparmelia caperata
Flavoparmelia caperata (Syn.: Parmelia caperata), auch als Caperatflechte bezeichnet, ist eine hauptsächlich auf Baumrinde wachsende, große Blattflechtenart. Das Epitheton leitet sich vom lateinischen caperatus „runzlig“ her.

## Beschreibung
Die Caperatflechte besitzt einen großlappigen Thallus, der oberseits gelblichgrün bis graugrün ist. Der Durchmesser des rosettigen oder unregelmäßigen Lagers kann bis zu 20 cm erreichen, die Lagerlappen sind abgerundet und bis 10 mm breit. Die Flechte besitzt punktförmige, körnige Flecksorale, die besonders in der wellig-runzeligen Lagermitte auch größere Flächen bedecken können. Unterseits ist sie schwarz mit Rhizinen, am Rand mit einer etwa 2 mm breiten braunen, rhizinenfreien Zone. Fruchtkörper (Apothecien) sind selten.
Verwechslungsmöglichkeiten bestehen insbesondere mit der offenbar erst seit den 1990er-Jahren von Westen her in das nordwestliche Deutschland einwandernden Flavoparmelia soredians (die allerdings kleinere Lagerlappen und feinkörnigere Soredien besitzt, außerdem enger an das Substrat angeschmiegt ist).

## Standort und Verbreitung
Die Caperatflechte besiedelt hauptsächlich mäßig bis deutlich saure Borken von freistehenden Laubbäumen (teils über Moosen), seltener auch Silikatgestein. In Europa ist sie von Südskandinavien bis in den Mittelmeerraum anzutreffen. Wegen ihrer hohen Empfindlichkeit gegenüber sauren Luftschadstoffen ging sie in den Tieflagen vielfach stark zurück, insbesondere als Folge der Rauchgasentschwefelung wird sie inzwischen wieder häufiger. Sie ist daher, wie viele weitere Flechtenarten, ein Bioindikator für Luftverunreinigungen. Darüber hinaus findet Flavoparmelia caperata auch beim Monitoring lokaler Klimaveränderungen mittels Flechtenkartierung Anwendung.

## Sonstiges
Die Bryologisch-lichenologische Arbeitsgemeinschaft für Mitteleuropa benannte die Caperatflechte als Flechte des Jahres 2006.